# فرير جاك
فرير جاك (/ˌfrɛərə ˈʒɑːkə/، باللغة الفرنسية: 

النوتة الموسيقية لفرير جاك

نطق فرنسي: [fʁɛʁ ʒak]) أغنية فرنسية يعتبرها البعض من أغاني الأطفال، تعرف باللغة الانجليزية باسم الأخ جون، تُغنى بشكل تقليدي في الجوقات الموسيقية.
تدور الأغنية حول راهب نام كثيرا، يتم حثه على الاستيقاظ ليصدر صوت الجرس للحاضرين، أو صلاة منتصف الليل أو في الصباح الباكر التي يلزم أن يدق صوت الجرس حينها.

## كلمات الأغنية
بالفرنسية

فرير جاك فرير جاك

دورمي فو، دورمي فو

سوني لي ماتين، سوني لي ماتين

دينج، دانج، دونج. دينج، دانج، دونج
من اللغة الإنجليزية

الأخ جاك، الأخ جاك

هل أنت نائم، هل أنت نائم

دق أجراس ماتين، دق أجراس ماتين

دينج، دانج، دونج. دينج، دانج، دونج
من الإنجليزية التقليدية

الأخ جون، الأخ جون

هل أنت نائم؟ هل أنت نائم؟

أجراس الصباح ترن، أجراس الصباح ترن

دينج، دانج، دونج. دينج، دانج، دونج

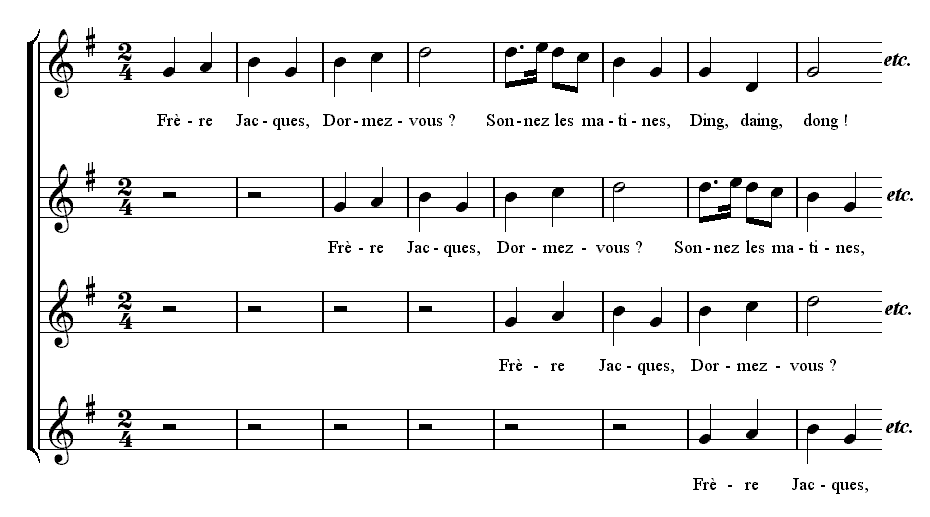
النوتة الموسيقية لفرير جاك

تتعلق الأغنية بواجب الراهب نحو قرع الجرس في الصباح. يبدو أن الراهب فرير قد غمر في النوم، فقد حان وقت قرع الأجراس من أجل الحاضرين ولم يستيقظ الراهب فرير جاك، يوقظه شخص ما بهذه الأغنية. الترجمة الإنجليزية التقليدية تحافظ على التوسع لكنها تغير المعنى.
في اللغة الانجليزية اشتقت كلمة الراهب من كلمة فرير الفرنسية القديمة حيث أن اللغة الفرنسية استخدمت على نطاق واسع في الدوائر الرسمية في انجلترا خلال القرن الثالث عشر عندما بدأت الرتب الأربعة الكبرى للرهبان. تشتق الكلمة الفرنسية فرير من الكلمة اللاتينية فراتر والتي تعني أيضا الأخ.
في حين أن الاسم الفرنسي جاك لا يترجم في الغالب إلى جون، لكنه يتوافق مع الأسماء الإنجليزية جيمس ويعقوب. جميع هذه الأسماء مشتقة من اللغة اللاتينية واليونانية. في إشارة إلى البطريرك ويقصد به الأب الرئيس من الكتاب المقدس، يعقوب والرسل معروفين بالإنجليزية باسم جيمس.

## نظريات المنشأ
العلاقة المحتملة بين فرير جاك والعالم من القرن السابع عشر فرير جاك بوليو المعروف أيضا باسم فرير جاك بولوت كما ادعى إيرفين لودون والعديد من الآخرين، علاقة تم اكتشافها بواسطة جي بي جانيم وسي سي كارسون دون العثور على أي دليل يذكر.
يجادل فرانشيسكا دراجون وريموند ناب بأن فرير جاك كانت في الأصل أغنية للتهكم على اليهود أو البروتستانت أو مارتن لوثر.
يقترح مارتين ديفيد وماري دولريو أن أغنية فرير جاك ربما تم إنشاؤها للسخرية من الرهبان الدومينيكان، المعروفين في فرنسا باسم اليعاقبة، بسبب أسلوب حياتهم الكسلان والمريح.
في مراجعة لكتاب عن كوزما بروتكوف، يلاحظ ريتشارد جريج أنه تم الادعاء بأن فرير جاك مشتق من أغنية دينية روسية عن الأب ثيوفيل.

## النسخة المنشوره

### أول نسخه
تذكر ال ميوزك أن أقدم نسخة مطبوعة من اللحن موجودة على مخطوطة فرنسية منذ عام 1780، هي مخطوطة رقم 300 موضوعه بين مجموعة من المخطوطات في المكتبة الوطنية في باريس. تحمل المخطوطة عنوان مجموعة طوابع فودفيل. طبعت المخطوطة بين عامي 1775 و 1785. سميت نغمة فرير جاك في هذه المخطوطة بفرير بليز.
صرح جامع النوتة الموسيقية جيمس فولد الذي جمع موسيقى ما بين عامي 1916 و 2008، أن اللحن نشر لأول مرة في عام 1811، الكلمات والموسيقى نُشرا معا في باريس عام 1869. تضمن منشور سابق في عام 1825 الكلمات مع وصف اللحن في الصولفيج، لكن ليس في التدوين الموسيقي. تظهر الكلمات والموسيقى معا في استجمام الطفولة في مجموعة مستديرة مع الألعاب والأغاني الصغيرة لجعل الأطفال يلعبون ويرقصون ويغنون مع مرافقة البيانو السهلة جدا للكاتب تشارلز ليبوك، الذي نشر لأول مرة في عام 1860 بواسطة رويرت وليرول سي في باريس. كان هذا الكتاب منتشرا جدا وأعيد نشره عدة مرات، يوجد منه العديد من الطبعات.
وجدت عالمة الموسيقى الفرنسية سيلفي بويسو بعض الأدلة على أن الملحن جان فيليب رامو هو من كتب الموسيقى. تحتوي أحد المخطوطات في المكتبة الوطنية الفرنسية على فرير جاك من بين 86 قانونا، مع إدراج رامو كمؤلف.
في عام 1926، تم استخدام اللحن في نشيد وطني كتبه ضباط أكاديمية وامبوا العسكرية.(国民革命歌).

### مقارنة مع فرا جاكوبينو
تحمل أغنية فرير جاك تشابها رقم 14 توكات ديينتافولاتورا من أغنية كابريشيو فرا جاكوبينو سوبرا لآريا دي روجيرو، من تأليف جيرولامو فريسكوالدي، التي نشرت لأول مرة في عام 1615.
أشار إدوارد كيليني إلى أن فرا جاكوبينو تشترك في نفس لحن فرير جاك مثل تشانسون دي لامبرت، هي أغنية فرنسية يرجع تاريخها إلى عام 1650، ولحن شعبي مجري.
تعتبر نغمة فرير جاك واحدة من أبسط أحداث التكرار جنبا إلى جنب مع لحن ثري بلاند مايس. أغنية فرير جاك بسيطة بما يكفي بأن تنتشر بسهولة وبسرعة من مكان إلى آخر، فعلى سبيل المثال، تشير باربرا ميتلر في ملخص لأحد المؤتمرات إلى أن لحن أغنية فرير جاك مندمج تماما في الثقافة الصينية لدرجة أنه يمكن اعتباره على نطاق واسع أغنية شعبية صينية في الصين تسمى نمرين.

## التأثير
غالبا تظهر أغنية فرير جاك في الثقافة الشعبية.
في علوم الكيمياء ونظم المعلومات، يشار أحيانا إلى رتبة الدائرة للرسم البياني الجزيئي باسم فرير جاك.

## وصلات خارجية
- مجموعة «فرير جاك» التفاعلية ومتعددة اللغات بالفيديو
- إصدارات متعددة من أغنية فرير جاك مع النوتة الموسييقية.